# گروه ارتش شمال
گروه ارتش شمال (به آلمانی: Heeresgruppe Nord) نام سه گروه ارتش مجزا در نیروی زمینی آلمان در دوره رایش سوم بود که در جبهه شرقی جنگ جهانی دوم به نبرد پرداختند. نخستین آرایشی که گروه ارتش شمال نامیده شد یگانی بود که هدایت بخش شمالی نیروهای آلمانی در تهاجم به لهستان را بر عهده داشت. دو آرایش بعدی یگان‌هایی بودند که در قسمت شمالی خط مقدم جنگ با شوروی به رزم پرداختند.

## تشکیل
گروه ارتش شمال برای نخستین بار در ۱ سپتامبر سال ۱۹۳۹ با سازمان‌دهی مجدد قرارگاه ارتش دوم تشکیل شد.

## تاریخچه عملیاتی

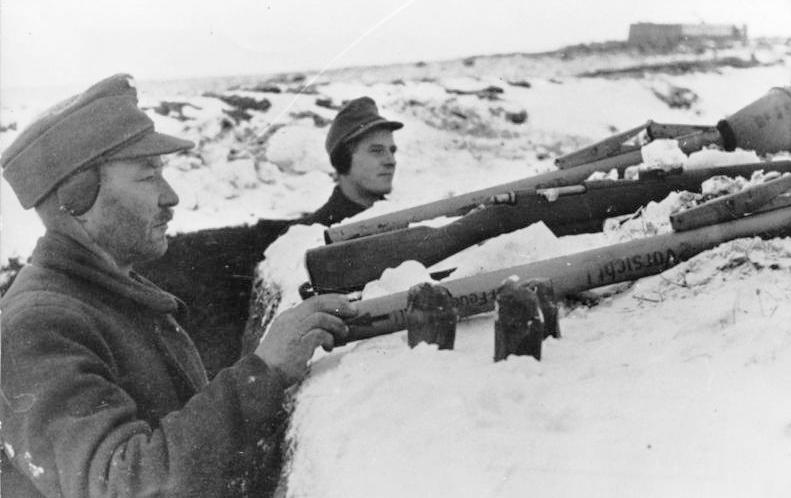
گروه ارتش شمال در حال نبرد

### لهستان
ترکیب یگان‌های گروه ارتش شمال در نبرد لهستان شامل دو ارتش سوم و چهارم بود. با پایان موفقیت‌آمیز عملیات در لهستان، دهم ماه اکتبر سال ۱۹۳۹ گروه ارتش شمال با تغییر عنوان به گروه ارتش ب و متشکل از دو ارتش چهارم و ششم به جبهه غربی منتقل گردید.

### شوروی

#### ۱۹۴۱
گروه ارتش شمال ۲۲ آوریل سال ۱۹۴۱ قرارگاه خود را از درسدن به والتفریدن در ۸۰ کیلومتری ولفس‌شانتسه، قرارگاه آدولف هیتلر در پروس شرقی منتقل کرد. روز ۳۰ مه فرامین عملیاتی به تمامی هنگ‌ها ابلاغ شد. روز ۱۸ ژوئن نیروهای گروه ارتش شمال در خط مرزی مستقر شدند. ساعت ۱۳ روز ۲۱ ماه ژوئن با دریافت کلمه رمز «دوسلدورف» و ارائه پاسخ با کلمه رمز «دورتموند»، مشخص شد عملیات بارباروسا، تهاجم آلمان به شوروی، از روز بعد آغاز خواهد شد.
بر اساس طرح عملیاتی بارباروسا، گروه ارتش شمال به فرماندهی فیلدمارشال ویلهلم ریتر فن لیب می‌بایست با پیشروی ۶۰۰ کیلومتری خود را از محور دونابورگ-اوپوچکا به لنینگراد می‌رساند. مامورت این گروه ارتش در این راه به چهار مرحله انهدام یگان‌های مستقر ارتش سرخ در منطقه بالتیک، پاکسازی کرونشتات، تصرف لنینگراد و در نهایت اتصال به نیروهای فنلاندی، تقسیم می‌شد. خط مقدم آغازین گروه ارتش شمال به طول تقریباً ۳۰۰ کیلومتر از شمال سواوکی تا ساحل دریای بالتیک در شمال ممل، کم‌عرض‌ترین خط مقدم اختصاص یافته در میان سه گروه ارتش ورماخت بود. گروه ارتش شمال به عنوان کوچک‌ترین گروه ارتش ورماخت هنگام آغاز عملیات، بدین منظور ۲۹ لشکر شامل بیست لشکر پیاده‌نظام، سه لشکر زرهی، سه لشکر پیاده‌نظام موتوریزه و سه لشکر امنیت، در قالب دو ارتش شانزدهم و هجدهم و گروه زرهی ۴ با مجموع توان حدوداً ۶۴۰ هزار نفر در اختیار داشت. سه لشکر زرهی گروه ارتش در این هنگام مجموعاً حدود ۶۰۰ تانک داشتند. هنگام آغاز عملیات ارتش شانزدهم در جناح راست، ارتش هجدهم در جناح چپ و دو سپاه موتوریزه گروه ارتش در بین آن دو مستقر شده بودند. به منظور ایجاد برتری زیاد جهت شکستن خط مقدم دشمن، تمامی ۶۰۰ تانک گروه ارتش به همراه دو لشکر پیاده‌نظام پشتیبان در خط مقدمی به طول تنها ۴۰ کیلومتر در مقابل یک لشکر ضعیف تفنگ‌دار ارتش سرخ متمرکز شدند.

##### منطقه بالتیک
نهایتاً اندکی پس از ساعت ۳ بامداد روز ۲۲ ژوئن عملیات با گلوله‌باران مواضع مرزی دشمن توسط توپخانه آغاز شد. با توجه به تعداد اندک اهداف سخت در مجاورت مرز، این گلوله‌باران در حوزه عملیاتی گروه ارتش شمال نسبت کوتاه بود. گروه ارتش شمال هنگام آغاز تهاجم از پشتیبانی هوایی ۴۰۰ هواگرد ناوگان ۱ هوایی لوفت‌وافه برخوردار بود. مه غلیظ تا ساعت ۵ بامداد باعث سردرگمی مهاجمان شده بود. گروه زرهی ۴ تحت فرمان ارتشبد اریش هوپنر نقش سرنیزه زرهی این گروه ارتش را بر عهده داشت. در جناح شمالی این گروه زرهی، با اقدام به ضد حمله نیروهای مکانیزه ارتش سرخ، نبرد سنگینی بین تانک‌های طرفین در نبرد راسینیای درگرفت. نهایتاً با ارسال نیروی کمکی، بیشتر نیروهای دشمن در این موضع به محاصره درآمده و منهدم شدند. در جناح جنوبی گروه زرهی ۴ موفقیت‌های بزرگ‌تری به دست آمد. این نیروها توانستند روز نخست ۸۰ کیلومتر و در عرض ۱۰۰ ساعت ۳۲۰ کیلومتر پیشروی کنند و در ۲۶ ژوئن بر دونابورگ مسلط شوند. شکاف حاصل از عقب نشستن ارتش یازدهم شوروی به سمت اوپوچکا در شرق و حرکت سپاه هشتم آن به سمت ریگا در شمال، راه را کاملاً برای نیروهای زرهی گروه ارتش شمال تا رود دوینا هموار ساخته بود. بدین ترتیب نیروهای جلودار گروه ارتش شمال نیمی از راه لنینگراد را تنها در عرض ۵ روز طی کردند.
در جناح شمالی گروه ارتش، ارتش هجدهم با تصرف لیپایا، شیاولیای و ونتسپیلس، در عرض ۱۰ روز ۲۴۰ کیلومتر پیشروی کرده و با گذر از رود دوینا، یکم ماه ژوئیه مقابل دفاع حداقلی، ریگا را به سلطه خود درآورد. در این شرایط ارتش هشتم شوروی از سه طرف در جنوب شرقی ریگا در محاصره نیروهای گروه زرهی ۴ و ارتش هجدهم قرار گرفته بود. ارتش هجدهم سعی داشت با ایجاد یگان‌های پرسرعت، نیروهای دشمن را به محاصره کامل بیندازد که با نگرانی فرمانده آن از امکان از بین رفتن این گروه کوچک در مقابل نیروهای قدرتمندتر دشمن، قوای ارتش سرخ موفق شدند از محاصره بگریزند. در جناح جنوبی گروه ارتش، ارتش شانزدهم سعی داشت به شکل همزمان فاصله خود را با گروه زرهی ۴ حفظ کند، از جناح راست گروه ارتش مراقبت نماید و ارتباط با گروه ارتش مرکز را برقرار نگاه دارد. این ارتش در عرض دو روز خود را به شهر کاوناس، پایتخت پیشین لیتوانی، رساند. ارتش شانزدهم موفق شد در دو هفته آغازین عملیات شرایط تعقیب گروه زرهی ۴ را حفظ کند. شب سوم ماه ژوئیه این ارتش بر نخستین گذرگاه این نیرو بر رود دوینا در نزدیکی شهر لیوانی دست یافت.
با وجود اختصاص یافتن یک سپاه کامل توسط ارتش شانزدهم جهت حفظ ارتباط با ارتش نهم در مناطق جنوبی، یکی از نگرانی‌های رو به فزونی فرماندهی گروه ارتش شمال و همچنین فرماندهی عالی نیروی زمینی حفظ اتصال بین گروه ارتش شمال و گروه ارتش مرکز بود. با چرخش ارتش نهم به سمت جنوب برای ایجاد محاصره در بیاویستوک، این شرایط دشوارتر شد. با پیشروی واگرای دو گروه ارتش، این شکاف عریض‌تر و خطرناک‌تر می‌شد. با این وجود، در طرف دیگر گروه ارتش شمال با خطوط تدارکاتی کوتاه‌تر، خطوط آهن بهتر و تصرف سریع بنادر منطقه بالتیک از پشتیبانی تدارکاتی بهتری نسبت به دو گروه ارتش دیگر برخوردار بود. به غنیمت درآمدن مقادیر زیادی تدارکات ارتش سرخ و همچنین آسیب ندیدن پل‌ها و خطوط آهن در حوزه عملیاتی این نیرو این شرایط را به شکل قابل ملاحظه‌ای ارتقا داد.

##### روسیه
ارتش شانزدهم که در حال پیشروی به سمت جنوب اوپوچکا بود، موظف شد یک سپاه خود را در اتصال با ارتش نهم، جهت پوشش جناح راست گروه ارتش به‌کارگیرد. بدین سبب انتظار نمی‌رفت پیاده‌نظام بتواند با سرعت نیروهای زرهی را دنبال کند. سر نیزه زرهی گروه ارتش شمال با دفع ضد حملات دشمن در دونابورگ، پیشروی خود را مجدداً از ۲ ژوئیه آغاز و روز ۴ ژوئیه اوستروف و روز بعد آن پسکوف را تصرف و تا ۱۴ ژوئیه به گذرگاهی در سابسک بر روی رود لوگا دست پیدا کرد. بدین شکل پیش قراولان گروه ارتش شمال در عرض ۳ هفته با طی مسافتی ۷۵۰ کیلومتری، به صد کیلومتری لنینگراد رسیدند. هدف نیروهای آلمانی صرفاً تصرف شهر نبود بلکه آن‌ها می‌خواستند تجمع نیروهای دشمن در حوالی آن را محاصره و منهدم کنند. طبق طرح فرماندهی عالی نیروی زمینی گروه زرهی ۴ می‌بایست ارتباط لنینگراد با خارج را قطع می‌کرد. همچنین مقرر گشت یگان‌های قدرتمند پیاده‌نظام از جنوب به سمت این شهر حرکت کنند تا نیروهای محترک را هر چه زود برای عملیات‌های دیگر آزاد نمایند. فرماندهی گروه ارتش شمال با تصور این که نیروهای دشمن در جنوب شرقی لنینگراد آخرین یگان‌های آن جهت ارائه مقاومتی جدی هستند و همین نیروها با یک یورش سخت از طرف نیروهای دارای برتری آلمانی عقب خواهند نشست، به راحتی این فرامین را پذیرفت.
با این وجود مشخص شد مقاومت دشمن تشدید شده‌است و اراضی مردابی و جنگی اجازه پیشروی سریع را نمی‌دهد. این بدین معنا بود که زمان یورش غافلگیرانه برای گروه ارتش شمال به پایان رسیده‌است. در این زمان گروه ارتش همچنان به شدت درگیر عناصری از ارتش سرخ بود که هنگام پیشروی پر سرعت نیروهای زرهی پشت خط مقدم باقی مانده بودند. از طرفی یگان‌های متحرک گروه زرهی ۴ هنگام حرکت به سمت لنینگراد، قادر به محافظت از جناح شرقی ۲۰۰ کیلومتری خود و گروه ارتش شمال بین نوورژف و دریاچه ایلمن نبودند. فرماندهی گروه ارتش شمال تصمیم گرفت به جای تهاجم یک‌باره، عملیات خود را به صورت مرحله به مرحله پیش ببرد. بدین ترتیب نیمه دوم ماه ژوئیه اولویت فن لیب جناح راست گروه ارتش بود که از لوگا تا نفل زیر ضد حملات ارتش سرخ قرار داشت. بیشترین تهدید از سمت ناحیه ولیکیه لوکی علیه جانب راست ارتش شانزدهم احساس می‌شد. دو سوم نیروهای این ارتش در ناحیه نفل برای به محاصره درآوردن قوای دشمن در همکاری با ارتش نهم گروه ارتش مرکز به کار گرفته شدند. پیش‌بینی می‌شد تهاجم به سمت لنینگراد پس از دریافت تدارکات و بازسازماندهی آرایش‌ها از ۲۵ ژوئیه مجدداً آغاز گردد. هیتلر روز ۲۱ ژوئیه دیداری از قرارگاه گروه ارتش شمال داشت و گزارشی از شرایط و برنامه‌ها دریافت کرد. او در این دیدار بر ضرورت تصرف سریع لنینگراد تأکید نمود.
تمرکز اصلی تهاجم گروه ارتش شمال بین دریاچه‌های ایلمن و پیپوس قرار داشت. حرکت نیروهای گروه ارتش شمال به سمت لنینگراد از روز ۸ اوت از سرگرفته شد. نیروهای گروه زرهی ۴ روز ۱۱ اوت خط آهن کینگیسپ-کراسنوگواردیسک را قطع کردند. با تصرف کینگیسپ توسط گروه ارتش شمال نیروهای ارتش سرخ وادار به عقب‌نشینی از ناروا به سمت لوگا شدند. بدین ترتیب فن لیب نتوانست نیروهای دشمن در ناروا و کینگیسپ را منهدم کند تا جهت امنیت بخشی پیاده‌نظام به جناح راست، تهاجم نیروهای زرهی به کراسنوگواردِیسک به تعویق بیفتد. با فشار ارتش هجدهم نیروهای دشمن در این موضع به ناحیه اورانینباوم عقب نشستند تا حمله به کراسنوگواردِیسک توسط گروه زرهی ۴ آغاز شود. نیروهای گروه ارتش شمال خط نسبتاً آماده شوروی در طول رود لوگا را در هم شکستند و با تصرف نووگورود در ۱۶ اوت، خود را رود وولخوف رساندند و خط آهن مسکو-لنینگراد را سد نمودند. در این شرایط نیروهای فن لیب در ۴۰ کیلومتری جنوب و ۱۰۰ کیلومتری جنوب غربی لنینگراد بودند. فن لیب با متمرکز کردن یگان‌های خود جهت تهاجم نهایی به این شهر، ارتش شانزدهم را ضمن حفاظت جناح راست گروه ارتش، موظف به رخنه در لنینگراد از جنوب شرقی در طول جاده مسکو-لنینگراد کرد. گروه زرهی ۴ و ارتش هجدهم نیز می‌بایست از جنوب و غرب این را مورد تهاجم قرار می‌دادند.
تا روز ۲۰ دسامبر سال ۱۹۴۱ گروه ارتش شمال ۴۴۰ هزار نفر از نیروهای دشمن را به اسیر و ۳۸۵۰ تانک و ۵۰۰۰ توپ آن را به غنیمت گرفته یا منهدم کرده بود.

#### ۱۹۴۲
با عدم حصول موفقیت در دستیابی به لنینگراد، ۱۷ ژانویه سال ۱۹۴۲ فن لیب از مقام خود در فرماندهی گروه ارتش شمال عزل و فیلد مارشال گئورگ فن کوشلر جایگزین او شد.
در جریان ضد حمله زمستانه ارتش سرخ، اواخر ماه ژانویه سال ۱۹۴۲ شرایط گروه ارتش شمال در جناح جنوبی در جنوب شرقی دریاچه ایلمن حساس‌تر شد. در این موقعیت دو سپاه گروه ارتش در نزدیکی دمیانسک در یک برآمدگی در خط مقدم به طرف شرق قرار داشتند. این نیروها می‌توانستند مواضع خود را با وجود خطر افتادن در محاصره، حفظ کنند یا به خط مقدمی کوتاه‌تر در پایه برآمدگی عقب بنشینند. در توسل به رویکردی جدید در درگیر نگاه داشتن نیروهای بیشتری از دشمن با حفظ برآمدگی‌ها، تصمیم به باقی ماندن این نیروها در همان محل گرفته شد. به نظر می‌رسید اگر نیروهایی از دشمن که درگیر این برآمدگی بودند با عقب‌نشینی دو سپاه گروه ارتش شمال، آزاد شوند، احتمالاً وارد شکاف ۲۰۰ کیلومتری که در جناح جنوبی گروه ارتش شمال بین آن و گروه ارتش مرکز ایجاد شده بود، می‌شدند. همزمان در جناح شمالی، ارتش سرخ با گذر از رود وولخوف در تلاش بود به تدریج محاصره لنینگراد را بشکند. بین ماه‌های سپتامبر و دسامبر سال ۱۹۴۲، ارتش یازدهم تحت فرمان گروه ارتش شمال قرار داشت.

#### ۱۹۴۴
محاصره لنینگراد تا سال ۱۹۴۴ به شکل ناکامی ادامه یافت تا این که نهایتاً با ضد حمله قوای ارتش سرخ، این شهر اواخر ماه ژانویه سال ۱۹۴۴ از محاصره خارج و نیروهای آلمانی عقب رانده شدند. چند روز پیش از شکسته شدن محاصره لنینگراد، نهم ژانویه سال ۱۹۴۴ فن کوشلر نیز از مقام خود در فرماندهی گروه ارتش شمال کنار نهاده شده و فیلد مارشال والتر مدل بر جای او نشست. تنها سه ماه بعد در جریان عملیات‌های تدافعی در حوزه بالتیک مدل نیز جای خود را به ارتشبد گئورک لیندمن سپرد.

#### ۱۹۴۵
نهایتاً با عقب‌نشینی‌های متوالی، گروه ارتش شمال در منطقه کورلند به محاصره نیروهای ارتش سرخ درآمد که موجب گشت به گروه ارتش کورلند تغییر نام دهد. همزمان گروه ارتش مرکز در پروس شرقی به گروه ارتش شمال تغییر عنوان داد. دوم ماه آوریل سال ۱۹۴۵، گروه ارتش شمال منحل و به ارتش دوازدهم بدل شد.

## سازمان
یگان‌های اختصاصی قرارگاه گروه ارتش هنگام آغاز عملیات بارباروسا:
| - ۱ گردان توپ تهاجمی - ۵ آتشبار توپ تهاجمی - ۶ گردان توپ ۱۰۵ م‌م - ۲ گردان توپ ۱۵۰ م‌م - ۱۱ گردان توپ پیاده‌نظام متوسط ۱۵۰ م‌م - ۴ گردان موتوریزه توپ پیاده‌نظام سنگین ۲۱۰ م‌م - ۱ گردان توپخانه سنگین توپ ۲۴۰ م‌م - ۲ گردان تلفیقی توپخانه | - ۱ هنگ راتک‌انداز نیبل‌ورفر - ۲ گردان راتک‌انداز نیبل‌ورفر - ۳ گردان ضدتانک - ۱ گردان آلودگی‌زدایی - ۱ گردان مسلسل - ۲ گردان ضدهوایی - ۲ گروهان ضدهوایی - ۲ گردان ضدهوایی نیروی زمینی | - ۴ توپ فوق‌سنگین ریلی برونو - ۱۳ گردان مهندسی - ۵ گردان پل‌ساز - ۳۹ ستون پل ب - ۲۱ گردان ساخت‌وساز - ۸ گردان ساخت و تعمیر جاده |

## فرماندهان
| مرتبه تشکیل           | نام                                                           | درجه           | آغاز فرماندهی  | پایان فرماندهی |
| --------------------- | ------------------------------------------------------------- | -------------- | -------------- | -------------- |
| اول                   | فدر فن بک                                                     | ارتشبد         | ۱ سپتامبر ۱۹۳۹ | ۳ اکتبر ۱۹۳۹   |
| دوم                   | ویلهلم ریتر فن لیب                                            | فیلدمارشال     | ۲۲ ژوئن ۱۹۴۱   | ۱۶ ژانویه ۱۹۴۲ |
| گئورگ فن کوشلر        | انتصاب با درجه ارتشبد ارتقا به درجه فیلدمارشال (۳۰ ژوئن ۱۹۴۲) | ۱۷ ژانویه ۱۹۴۲ | ۳۱ ژانویه ۱۹۴۴ |                |
| والتر مدل             | انتصاب با درجه ارتشبد ارتقا به درجه فیلدمارشال (۱ مارس ۱۹۴۴)  | ۹ ژانویه ۱۹۴۴  | ۳۱ مارس ۱۹۴۴   |                |
| گئورگ لیندمن          | ارتشبد                                                        | ۳۱ مارس ۱۹۴۴   | ۴ ژوئیه ۱۹۴۴   |                |
| یوهانس فریسنر         | ارتشبد                                                        | ۵ ژوئیه ۱۹۴۴   | ۲۴ ژوئیه ۱۹۴۴  |                |
| فردیناند شورنر        | ارتشبد                                                        | ۲۵ ژوئیه ۱۹۴۴  | ۱۶ ژانویه ۱۹۴۵ |                |
| فردیناند شورنر (موقت) | سپهبد                                                         | ۱۶ ژوئیه ۱۹۴۵  | ۲۵ ژانویه ۱۹۴۵ |                |
| سوم                   | لوتار رندولیک                                                 | ارتشبد         | ژانویه ۱۹۴۵    | مارس ۱۹۴۵      |
| والتر وایس            | ارتشبد                                                        | مارس ۱۹۴۵      | آوریل ۱۹۴۵     |                |